# Парк Перемоги (Ірпінь)
Парк Перемоги — один із найстаріших парків Ірпеня; відкритий 1985 року. Знаходиться у центрі міста, на вулиці Тищенка. Загальна площа — 6 га.
Біля парку Перемоги знаходиться оновлений парк Незнайка, в парку розміщується танк Т-34. На території парку знаходиться Свято-Троїцький храм.

## Реконструкція
До початку реконструкції, проведеної 2018 року, це була величезна територія, засаджена різними деревами.
Під час реконструкції в парку було замінено водогін, каналізацію та магістралі теплопостачання. В парку створили чотири тематичні зони: прогулянкову, спортивну, дитячу та тихого відпочинку, облаштували пішохідні доріжки та алеї, встановили сучасні лавки, урни та альтанки, з'явився будинок садівника, туалет та автостоянка. Для осіб з обмеженими можливостями зробили пандуси з обох сторін парку, школярам поліпшили доріжки до школи, що розташована обіч парку. Також було оновлено сцену та місця для глядачів, адже саме у цьому парку щороку святкують День міста.
Оновлений парк було відкрито для відвідувачів 6 жовтня 2018 року.